# Centaurea crocata
Centaurea crocata é uma espécie de planta com flor pertencente à família Asteraceae. 
A autoridade científica da espécie é Franco, tendo sido publicada em Nova Fl. Portugal 2: 474, 572 (1984.

## Portugal
Trata-se de uma espécie presente no território português, nomeadamente em Portugal Continental.
Em termos de naturalidade é endémica da região atrás referida.

## Protecção
Não se encontra protegida por legislação portuguesa ou da Comunidade Europeia.